# Pusuk II Simaninggir
Pusuk II Simaninggir is een bestuurslaag in het regentschap Humbang Hasundutan van de provincie Noord-Sumatra, Indonesië. Pusuk II Simaninggir telt 637 inwoners (volkstelling 2010).